# ماری یکم اسکاتلند (فیلم ۲۰۱۳)
«ماری یکم اسکاتلند» (انگلیسی: Mary Queen of Scots) یک فیلم است که در سال ۲۰۱۳ منتشر شد. از بازیگران آن می‌توان به روکسان دوران، کلایو راسل و تونی کورران اشاره کرد.